# Annona salzmannii
Annona salzmannii A.DC. – gatunek rośliny z rodziny flaszowcowatych (Annonaceae Juss.). Występuje endemicznie w Brazylii – w stanach Bahia, Paraíba, Pernambuco, Sergipe oraz Espírito Santo. 

## Morfologia

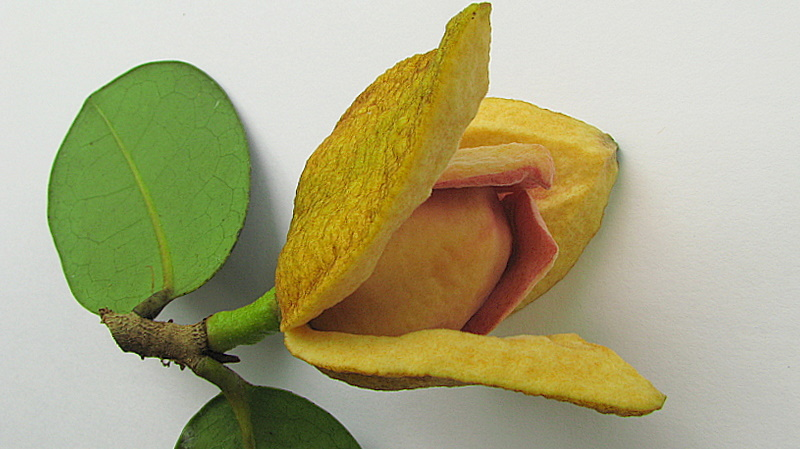
Kwiat

PokrójZimozielone drzewo dorastające do 6–20 m wysokości.
LiścieMają odwrotnie owalny kształt. Są skórzaste, owłosione od spodu. Liść na brzegu jest całobrzegi.
KwiatySą pojedyncze. Rozwijają się na szczytach pędów. Mają 6 płatków o żółtawej barwie i trójkątnym kształcie.
OwoceMają kulisty kształt.

## Biologia i ekologia
Rośnie w lasach na wybrzeżu. Występuje na terenach nizinnych.